# ニコライ・デミャーノフ

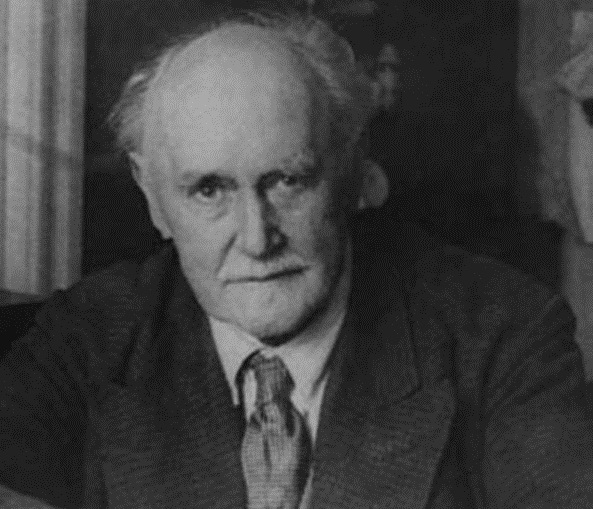
ニコライ・デミャーノフ

ニコライ・Y・デミヤノフ （露: Николай Яковлевич Демьянов、英: Nikolai Yakovlevich Demyanov、1861年3月27日 - 1938年3月19日）は、ソビエト/ロシアの有機化学者であり、ソビエト社会主義共和国連邦科学アカデミー（1929年）の会員だった。デミヤノフ転位や他のいくつかの発見で世界中に知られている。1930年にレーニン賞を受賞した。